# Kazuki Teshima
Kazuki Teshima (手島 和希?, Teshima Kazuki; Fukuoka, 7 giugno 1979) è un ex calciatore giapponese, di ruolo difensore.